# Халинув (гмина)
Халинув (пол. Halinów) — гмина (волость) в Польше, входит как административная единица в Миньский повет, Мазовецкое воеводство. Население — 12 150 человек (на 2004 год).

## Демография
| Перепись                       | Всего   | Всего | Женщины | Женщины | Мужчины | Мужчины |
| ------------------------------ | ------- | ----- | ------- | ------- | ------- | ------- |
| Единицы                        | человек | %     | человек | %       | человек | %       |
| Население                      | 12 150  | 100   | 6188    | 50,9    | 5962    | 49,1    |
| Плотность населения (чел./км²) | 192,6   | 192,6 | 98,1    | 98,1    | 94,5    | 94,5    |

## Сельские округа
1. Бжезины
2. Будзиска
3. Цисе
4. Хобот
5. Десно
6. Длуга-Косцельна
7. Длуга-Шляхецка
8. Грабина
9. Хиполитув
10. Юзефин
11. Казимерув
12. Крулевске-Бжезины
13. Кшевина
14. Михалув
15. Мровиска
16. Новы-Коник
17. Окунев
18. Стары-Коник
19. Вельголяс-Бжезиньски
20. Вельголяс-Духновски
21. Загуже
22. Жвирувка
23. Забранец

## Соседние гмины
1. Гмина Дембе-Вельке
2. Сулеювек
3. Гмина Вёнзовна
4. Зелёнка